# Persone di nome Corrado
| Questa pagina contiene informazioni ricavate automaticamente dalle voci biografiche con l'ausilio del template Bio e di un bot. L'aggiornamento è periodico e automatico e ricostruisce completamente la pagina. Se manca una persona in questa lista, sei pregato di non aggiungerla, ma accertati piuttosto che la sua voce biografica contenga il template Bio e che i dati anagrafici siano correttamente compilati. Se il template Bio manca, inseriscilo tu stesso o, in alternativa, metti l'avviso {{tmp\|Bio}} che ne segnala la mancanza. Se i dati riportati sono sbagliati, correggi direttamente la voce biografica; le modifiche saranno visibili in questa lista entro pochi giorni. Per chiarimenti vedi il progetto antroponimi. La lista contiene solo le 312 persone che sono citate nell'enciclopedia e per le quali è stato implementato correttamente il template Bio. Pagina aggiornata al 22 lug 2025. |

Questa è una lista di persone presenti nell'enciclopedia che hanno il nome Corrado, suddivise per attività principale.

## Abati(1)
- Corrado di Urach, abate, vescovo cattolico e cardinale tedesco (Bari, † 1227)

## Allenatori di calcio(6)
- Corrado Corradini, allenatore di calcio e ex calciatore italiano (Roma, n. 1944)
- Corrado Giubilo, allenatore di calcio e calciatore italiano (Roma, n. 1921 - Roma, † 1997)
- Corrado Grabbi, allenatore di calcio e ex calciatore italiano (Torino, n. 1975)
- Corrado Orrico, allenatore di calcio italiano (Massa, n. 1940)
- Corrado Urbano, allenatore di calcio e ex calciatore italiano (Piedimonte San Germano, n. 1961)
- Corrado Verdelli, allenatore di calcio e ex calciatore italiano (Lodi, n. 1963)

## Allenatori di calcio a 5(1)
- Corrado Roma, allenatore di calcio a 5, giocatore di calcio a 5 e calciatore italiano (Montesilvano, n. 1961 - San Benedetto del Tronto, † 2004)

## Allenatori di hockey su ghiaccio(1)
- Corrado Micalef, allenatore di hockey su ghiaccio e ex hockeista su ghiaccio canadese (Montréal, n. 1961)

## Allenatori di tennis(1)
- Corrado Barazzutti, allenatore di tennis e ex tennista italiano (Udine, n. 1953)

## Ammiragli(1)
- Corrado Tagliamonte, ammiraglio italiano (Noto, n. 1900 - Roma, † 1997)

## Anarchici(1)
- Corrado Quaglino, anarchico e pubblicista italiano (Torino, n. 1900 - Biella, † 1990)

## Antifascisti(1)
- Corrado Saralvo, antifascista e superstite dell'Olocausto italiano (Cesena, n. 1894 - Ortisei, † 1983)

## Archeologi(2)
- Corrado Cafici, archeologo e politico italiano (Vizzini, n. 1856 - Vizzini, † 1954)
- Corrado Ricci, archeologo e storico dell'arte italiano (Ravenna, n. 1858 - Roma, † 1934)

## Arcivescovi cattolici(2)
- Corrado Lorefice, arcivescovo cattolico italiano (Ispica, n. 1962)
- Corrado Mingo, arcivescovo cattolico italiano (Rosolini, n. 1901 - Mazara del Vallo, † 1980)

## Artigiani(1)
- Corrado Wolf, artigiano tedesco

## Artisti(2)
- Corrado Bonomi, artista italiano (Novara, n. 1956)
- Corrado Cagli, artista italiano (Ancona, n. 1910 - Roma, † 1976)

## Astrofisici(1)
- Corrado Lamberti, astrofisico e divulgatore scientifico italiano (Lenno, n. 1947 - Gravedona, † 2020)

## Attivisti(1)
- Corrado Simioni, attivista italiano (Dolo, n. 1934 - Crest, † 2008)

## Attori(15)
- Corrado Accordino, attore, regista e drammaturgo italiano (Monza, n. 1970)
- Corrado Annicelli, attore italiano (Napoli, n. 1905 - Roma, † 1984)
- Corrado De Cenzo, attore italiano (Agrigento, n. 1897 - Roma, † 1942)
- Corrado Fortuna, attore, regista e conduttore televisivo italiano (Palermo, n. 1978)
- Corrado Gaipa, attore e doppiatore italiano (Palermo, n. 1925 - Roma, † 1989)
- Corrado Invernizzi, attore italiano (Genova, n. 1965)
- Corrado Nardi, attore italiano (Tarquinia, n. 1912 - Tarquinia, † 2007)
- Nuzzo e Di Biase, attore e comico italiano (Tricase, n. 1971)
- Corrado Oddi, attore e regista italiano (Avezzano, n. 1971)
- Corrado Olmi, attore e scenografo italiano (Jesi, n. 1926 - Roma, † 2020)
- Corrado Pani, attore e doppiatore italiano (Roma, n. 1936 - Roma, † 2005)
- Corrado Racca, attore e doppiatore italiano (Bologna, n. 1889 - Roma, † 1950)
- Corrado Solari, attore italiano (Rimini, n. 1950)
- Corrado Sonni, attore italiano (Cervia, n. 1904 - Roma, † 1976)
- Corrado Taranto, attore italiano (Napoli, n. 1956)

## Attori teatrali(1)
- Corrado Vergnano, attore teatrale italiano (Torino)

## Autori televisivi(1)
- Corrado Guzzanti, autore televisivo, comico e imitatore italiano (Roma, n. 1965)

## Aviatori(2)
- Corrado Baccarini, aviatore italiano (Grosseto, n. 1914 - Gandesa, † 1938)
- Corrado Deodato, aviatore e militare italiano (Pachino, n. 1918 - Pachino, † 1993)

## Avvocati(1)
- Corrado Fossataro, avvocato italiano (Santa Maria Capua Vetere, n. 1863 - S.M.C.V., † 1930)

## Banchieri(3)
- Corrado Faissola, banchiere italiano (Castel Vittorio, n. 1935 - Milano, † 2012)
- Corrado Passera, banchiere, dirigente d'azienda e politico italiano (Como, n. 1954)
- Corrado Sforza Fogliani, banchiere italiano (Piacenza, n. 1938 - Piacenza, † 2022)

## Bassi(1)
- Corrado Zambelli, basso italiano (Bondeno, n. 1897 - Bologna, † 1974)

## Biatleti(1)
- Corrado Varesco, ex biatleta e fondista italiano (Tesero, n. 1938)

## Bobbisti(1)
- Corrado Dal Fabbro, bobbista e dirigente sportivo italiano (Pieve di Cadore, n. 1945 - Milano, † 2018)

## Calciatori(23)
- Corrado Benedetti, calciatore e allenatore di calcio italiano (Cesena, n. 1957 - Savignano sul Rubicone, † 2014)
- Corrado Bernicchi, calciatore e allenatore di calcio italiano (Città di Castello, n. 1926 - Città di Castello, † 2001)
- Corrado Biasotto, calciatore italiano (Oderzo, n. 1912 - Siena, † 1991)
- Corrado Boldrini, calciatore italiano
- Corrado Casalini, calciatore italiano (Bologna, n. 1914 - Bologna, † 1993)
- Corrado Cavazza, calciatore italiano (Bentivoglio, n. 1913 - Bologna, † 2001)
- Corrado Colombo, ex calciatore italiano (Vimercate, n. 1979)
- Corrado Contin, calciatore italiano (Aquileia, n. 1922 - Wickenburg, † 2001)
- Corrado Corradi, ex calciatore italiano (Salsomaggiore Terme, n. 1942)
- Corrado Gariglio, calciatore italiano (n. 1904)
- Corrado Giovannini, calciatore italiano (Bologna, n. 1917 - Rimini, † 1988)
- Corrado Guglielminotti, calciatore italiano (Biella, n. 1901 - Biella, † 1984)
- Corrado Marmo, ex calciatore italiano (Canelli, n. 1947)
- Corrado Merli, ex calciatore italiano (Pegognaga, n. 1959)
- Corrado Nastasio, ex calciatore italiano (Livorno, n. 1946)
- Corrado Perli, calciatore italiano (Grigno, n. 1935 - Bassano del Grappa, † 2018)
- Corrado Scocco, calciatore italiano (Roma, n. 1899)
- Corrado Serato, ex calciatore italiano (San Bonifacio, n. 1951)
- Corrado Silvestrelli, calciatore italiano (Ancona, n. 1913)
- Corrado Tamietti, calciatore e allenatore di calcio italiano (Torre Pellice, n. 1914 - Ivrea, † 2005)
- Corrado Teneggi, calciatore italiano (Teano, n. 1936)
- Corrado Viciani, calciatore e allenatore di calcio italiano (Bengasi, n. 1929 - Castiglion Fiorentino, † 2014)
- Corrado Zorzin, calciatore italiano (Pieris, n. 1921 - Monfalcone, † 1987)

## Cantanti(3)
- Corrado Francia, cantante italiano (Terni, n. 1948 - Terni, † 2021)
- Corrado Lojacono, cantante, attore e compositore italiano (Palermo, n. 1924 - Milano, † 2012)
- Corrado, cantante italiano (Catania, n. 1963)

## Cantautori(3)
- Corrado Castellari, cantautore, compositore e chitarrista italiano (Bologna, n. 1945 - Mornico Losana, † 2013)
- Corrado Rustici, cantautore, chitarrista e produttore discografico italiano (Napoli, n. 1955)
- Corrado Sannucci, cantautore, giornalista e scrittore italiano (Roma, n. 1950 - Roma, † 2009)

## Cardinali(4)
- Corrado Bafile, cardinale e arcivescovo cattolico italiano (L'Aquila, n. 1903 - Roma, † 2005)
- Corrado Caracciolo, cardinale e arcivescovo cattolico italiano (Napoli - Bologna, † 1411)
- Corrado Ursi, cardinale e arcivescovo cattolico italiano (Andria, n. 1908 - Napoli, † 2003)
- Corrado di Wittelsbach, cardinale e arcivescovo cattolico tedesco (Germania, n. 1125 - Riedfeld, † 1200)

## Cestisti(4)
- Corrado Bianconi, cestista italiano (Domodossola, n. 1994)
- Corrado Fumagalli, ex cestista italiano (Como, n. 1966)
- Corrado Vescovo, ex cestista italiano
- Corrado Volpi, ex cestista italiano (Pavia, n. 1958)

## Chitarristi(2)
- Corrado Nuccini, chitarrista e compositore italiano (Castelnovo ne' Monti, n. 1974)
- Corrado Paonessa, chitarrista e compositore italiano (Napoli, n. 1963)

## Ciclisti su strada(3)
- Corrado Ardizzoni, ciclista su strada italiano (Renazzo, n. 1916 - Cento, † 1980)
- Corrado Donadio, ex ciclista su strada italiano (Caraglio, n. 1958)
- Corrado Serina, ex ciclista su strada italiano (Crema, n. 1975)

## Clarinettisti(1)
- Corrado Giuffredi, clarinettista italiano (Parma, n. 1963)

## Compositori(3)
- Corrado Carosio, compositore e pianista italiano (Alessandria, n. 1967)
- Corrado Fruttero, compositore italiano (Savigliano, n. 1900 - † 1930)
- Corrado Pavesi Negri, compositore italiano (Piacenza, n. 1843 - Piacenza, † 1920)

## Condottieri(4)
- Corrado da Fogliano, condottiero italiano (Reggio nell'Emilia - Milano, † 1470)
- Corrado Gonzaga, condottiero italiano (Mantova)
- Corrado da Montefeltro, condottiero italiano
- Corrado III Trinci, condottiero italiano (Soriano nel Cimino, † 1441)

## Conduttori televisivi(3)
- Corrado Fumagalli, conduttore televisivo italiano (Cassano d'Adda, n. 1967)
- Corrado, conduttore televisivo, autore televisivo e conduttore radiofonico italiano (Roma, n. 1924 - Roma, † 1999)
- Corrado Tedeschi, conduttore televisivo e attore italiano (Livorno, n. 1952)

## Cornisti(1)
- Corrado Maria Saglietti, cornista e compositore italiano (Costigliole d'Asti, n. 1957)

## Costumisti(1)
- Corrado Colabucci, costumista italiano (Legnago, n. 1935 - Legnago, † 2002)

## Critici cinematografici(1)
- Corrado Terzi, critico cinematografico e giornalista italiano (Bergamo, n. 1923 - Milano, † 1996)

## Dirigenti pubblici(1)
- Corrado Clini, dirigente pubblico italiano (Latina, n. 1947)

## Dirigenti sportivi(1)
- Corrado Pontalti, dirigente sportivo e partigiano italiano (Povo, n. 1923 - Trento, † 2016)

## Disc jockey(1)
- Corrado Rizza, disc jockey, produttore discografico e regista italiano (Roma, n. 1961)

## Doppiatori(1)
- Corrado Conforti, doppiatore e direttore del doppiaggio italiano (Roma, n. 1968)

## Drammaturghi(1)
- Corrado Colombo, commediografo italiano (Milano, n. 1861 - Milano, † 1933)

## Editori(1)
- Corrado Tedeschi, editore italiano (Firenze, n. 1899 - Firenze, † 1972)

## Esperantisti(1)
- Corrado Grazzini, esperantista italiano (Venezia, n. 1883 - Firenze, † 1971)

## Fantini(1)
- Corrado Meloni, fantino italiano (Ronciglione, n. 1908 - Milano, † 1982)

## Filologi(1)
- Corrado Bologna, filologo italiano (Torino, n. 1950)

## Filosofi(1)
- Corrado Ocone, filosofo e saggista italiano (Benevento, n. 1963)

## Fotografi(1)
- Corrado Banchi, fotografo italiano (Firenze, n. 1912 - Massa Marittima, † 1999)

## Francescani(1)
- Corrado da Offida, francescano italiano (Offida, n. 1237 - Bastia Umbra, † 1306)

## Fumettisti(3)
- Corrado Blasetti, fumettista italiano (L'Aquila, n. 1924 - † 2011)
- Corrado Mastantuono, fumettista italiano (Roma, n. 1962)
- Corrado Roi, fumettista e illustratore italiano (Laveno-Mombello, n. 1958)

## Funzionari(2)
- Corrado Bonfanti Linares, prefetto italiano (Avola, n. 1866 - † 1934)
- Corrado Scivoletto, prefetto e funzionario italiano (Modica, n. 1930 - Treviso, † 2009)

## Generali(4)
- Corrado Carattoni, generale sammarinese
- Corrado di Baviera, generale tedesco (Monaco di Baviera, n. 1883 - Hinterstein, † 1969)
- Corrado San Giorgio, generale italiano (Ivrea, n. 1909 - Udine, † 2003)
- Corrado Ricci, generale e aviatore italiano (Borgo San Lorenzo, n. 1912 - † 1995)

## Gesuiti(1)
- Corrado Marucci, gesuita, biblista e teologo italiano (Bologna, n. 1940 - Gallarate, † 2016)

## Giornalisti(8)
- Corrado Augias, giornalista, scrittore e conduttore televisivo italiano (Roma, n. 1935)
- Corrado Azzollini, giornalista e produttore cinematografico italiano (Molfetta, n. 1975)
- Corrado De Vita, giornalista e scrittore italiano (Noto, n. 1905 - Roma, † 1987)
- Corrado Formigli, giornalista, autore televisivo e conduttore televisivo italiano (Napoli, n. 1968)
- Corrado Guerzoni, giornalista e conduttore radiofonico italiano (Modena, n. 1930 - Roma, † 2011)
- Corrado Ruggeri, giornalista e scrittore italiano (Roma, n. 1957 - Roma, † 2023)
- Corrado Stajano, giornalista, scrittore e sceneggiatore italiano (Cremona, n. 1930)
- Corrado Zoli, giornalista, scrittore e diplomatico italiano (Palermo, n. 1877 - Roma, † 1951)

## Giuristi(1)
- Corrado Calabrò, giurista, scrittore e poeta italiano (Reggio Calabria, n. 1935)

## Golfisti(1)
- Corrado De Stefani, golfista italiano (Biella, n. 1993)

## Imprenditori(4)
- Corrado Agusta, imprenditore italiano (n. 1923 - Sankt Moritz, † 1989)
- Corrado Ariaudo, imprenditore italiano (Ivrea, n. 1960)
- Corrado Ferlaino, imprenditore, ingegnere e dirigente sportivo italiano (Napoli, n. 1931)
- Corrado Frera, imprenditore italiano (Kreuznach, n. 1859 - Milano, † 1941)

## Informatici(1)
- Corrado Giustozzi, informatico, giornalista e scrittore italiano (Roma, n. 1959)

## Ingegneri(1)
- Corrado Beguinot, ingegnere e urbanista italiano (Napoli, n. 1924 - Napoli, † 2018)

## Letterati(1)
- Corrado Curcio, letterato e filosofo italiano (Noto, n. 1903 - Noto, † 1981)

## Logici(1)
- Corrado Mangione, logico, storico della filosofia e curatore editoriale italiano (Bagnara Calabra, n. 1930 - Milano, † 2009)

## Magistrati(1)
- Corrado Carnevale, magistrato italiano (Licata, n. 1930)

## Matematici(5)
- Corrado Böhm, matematico e informatico italiano (Milano, n. 1923 - Roma, † 2017)
- Corrado Ciamberlini, matematico italiano (Cingoli, n. 1861 - Fermo, † 1944)
- Corrado De Concini, matematico italiano (Roma, n. 1949)
- Corrado Mastrocinque, matematico italiano (n. 1892 - † 1969)
- Corrado Segre, matematico italiano (Saluzzo, n. 1863 - Torino, † 1924)

## Medici(3)
- Corrado Paoloni, medico e politico italiano (Avezzano, n. 1948)
- Corrado Tommasi Crudeli, medico e politico italiano (Pieve Santo Stefano, n. 1834 - Roma, † 1900)
- Corrado Tumiati, medico, scrittore e giornalista italiano (Ferrara, n. 1885 - Firenze, † 1967)

## Mercanti(1)
- Corrado da Cuneo, mercante e politico italiano (Savona - Savona, † 1483)

## Mercenari(1)
- Corrado I di Zurlauben, mercenario svizzero (Zugo, † 1565)

## Militari(8)
- Corrado Benini, militare italiano (Forlì, n. 1908 - Africa Orientale Italiana, † 1940)
- Corrado Del Greco, militare e marinaio italiano (Firenze, n. 1906 - Canale di Sicilia, † 1940)
- Corrado Masetti, militare, antifascista e partigiano italiano (Zola Predosa, n. 1915 - Casteldebole, † 1944)
- Corrado Mazzoni, militare italiano (Bologna, n. 1892 - Veliki Hrib, † 1917)
- Corrado Spagnolo, ufficiale italiano (Monza, n. 1922 - Lero, † 1943)
- Corrado Valentini, militare italiano (Ancona, n. 1901 - Fronte greco-albanese, † 1940)
- Corrado Venini, militare italiano (Como, n. 1880 - Monte Maggio, † 1916)
- Corrado Viali, militare italiano (Forlì, n. 1918 - Got el Meruah, † 1942)

## Monaci cristiani(1)
- Corrado di Eberbach, monaco cristiano tedesco (Eberbach, † 1221)

## Nobili(47)
- Corrado dei Bonacolsi, nobile italiano (Mantova - † 1286)
- Corrado Cavalcabò, nobile italiano
- Corrado I del Württemberg, nobile († 1110)
- Corrado di Turingia, nobile tedesco (n. 1206 - Roma, † 1240)
- Corrado d'Ivrea, nobile franco
- Corrado della Torre, nobile italiano (Milano, † 1307)
- Corrado II di Lussemburgo, nobile (n. 1106 - † 1136)
- Corrado I di Polonia, nobile polacco (n. 1187 - † 1247)
- Corrado I di Lussemburgo, nobile tedesco († 1086)
- Corrado I di Carinzia, nobile tedesco († 1011)
- Corrado I di Slesia, nobile polacco († 1274)
- Corrado Laskonogi, nobile polacco (Altenburg - Polonia)
- Corrado II di Baviera, nobile tedesco (Ratisbona, n. 1052 - Ratisbona, † 1055)
- Corrado I di Baviera, nobile tedesco (Ungheria, † 1055)
- Corrado I di Svevia, nobile tedesco († 997)
- Corrado II di Carinzia, nobile tedesco (n. 1002 - † 1039)
- Corrado III di Carinzia, nobile tedesco († 1061)
- Corrado II di Lusazia, nobile tedesco († 1210)
- Corrado di Plötzkau, nobile tedesco (Monza - † 1132)
- Corrado di Walbeck, nobile tedesco (n. 1018 - † 1073)
- Corrado Kurzbold, nobile tedesco († 948)
- Corrado I di Oldenburg, nobile tedesco (Oldenburg - Oldenburg, † 1347)
- Corrado di Lützelhardt, nobile tedesco
- Corrado II d'Antiochia, nobile italiano
- Corrado III d'Antiochia, nobile italiano
- Corrado il Rosso, nobile tedesco († 955)
- Corrado Szák, nobile ungherese
- Corrado di Scheiern, nobile italiano
- Corrado I di Borgogna, nobile
- Corrado II di Borgogna, nobile († 876)
- Corrado II di Svevia, nobile tedesco (n. 1172 - Durlach, † 1196)
- Corrado III di Norimberga, nobile tedesco († 1261)
- Corrado IV di Friburgo, nobile svizzero (Friburgo - Friburgo, † 1424)
- Corrado Hohenstaufen, nobile tedesco († 1195)
- Corrado I di Zähringen, nobile tedesco (n. 1090 - Costanza, † 1152)
- Corrado del Monferrato, nobile e cavaliere medievale italiano (Monferrato - Tiro, † 1192)
- Corrado di Meißen, nobile tedesco (Petersberg, † 1157)
- Corrado Gonzaga di Palazzolo, nobile italiano (n. 1674 - † 1751)
- Corrado Lancia di Brolo, nobile, militare e politico italiano (Palermo, n. 1826 - Roma, † 1906)
- Corrado Lancia di Castromainardo, nobile, militare e politico italiano
- Corrado Moncada di Paternò, nobile e politico italiano (Palermo, n. 1820 - Napoli, † 1895)
- Corrado II Trinci, nobile italiano († 1386)
- Corrado I Trinci, nobile italiano († 1343)
- Corrado Valguarnera, nobile, patriota e politico italiano (Palermo, n. 1838 - Napoli, † 1903)
- Corrado di Landau, nobile, condottiero e mercenario tedesco (Ghemme, † 1363)
- Corrado da Castiglione, nobile italiano
- Corrado di Antiochia, nobile italiano (n. 1242 - † 1320)

## Pallamanisti(2)
- Corrado Bronzo, ex pallamanista italiano (Siracusa, n. 1970)
- Corrado Miglietta, ex pallamanista italiano (Siracusa, n. 1972)

## Patriarchi cattolici(1)
- Corrado II di Slesia, patriarca cattolico tedesco (n. 1260 - † 1304)

## Patrioti(1)
- Corrado Politi, patriota, politico e scienziato italiano (Recanati - Firenze, † 1872)

## Pattinatori(1)
- Corrado Ruggeri, ex pattinatore e politico italiano (L'Aquila, n. 1944)

## Pesisti(1)
- Corrado Fantini, ex pesista italiano (Fidenza, n. 1967)

## Pianisti(2)
- Corrado Galzio, pianista italiano (Noto, n. 1919 - Noto, † 2020)
- Corrado Rollero, pianista, compositore e poeta italiano (Sestri Levante, n. 1969 - † 2000)

## Piloti automobilistici(1)
- Corrado Fabi, ex pilota automobilistico italiano (Milano, n. 1961)

## Piloti motociclistici(2)
- Corrado Catalano, pilota motociclistico italiano (Roma, n. 1968)
- Corrado Tuzii, pilota motociclistico italiano (Avezzano, n. 1955)

## Pittori(7)
- Corrado Carmassi, pittore italiano (Collesalvetti, n. 1893 - Livorno, † 1982)
- Corrado Giaquinto, pittore italiano (Molfetta, n. 1703 - Napoli, † 1766)
- Corrado Mancioli, pittore e grafico italiano (Roma, n. 1904 - Roma, † 1958)
- Corrado Mazzari, pittore italiano (Genova, n. 1922 - Genova, † 2006)
- Corrado Mezzana, pittore italiano (Roma, n. 1890 - Roma, † 1952)
- Corrado Michelozzi, pittore italiano (Livorno, n. 1883 - † 1965)
- Corrado Padovani, pittore e storico dell'arte italiano (Ferrara, n. 1886 - Ferrara, † 1947)

## Poeti(4)
- Corrado Corradino, poeta, critico letterario e storico italiano (Torino, n. 1852 - Torino, † 1923)
- Corrado Costa, poeta italiano (Mulino di Bazzano, n. 1929 - Reggio Emilia, † 1991)
- Corrado Govoni, poeta italiano (Tamara, n. 1884 - Lido dei Pini, † 1965)
- Corrado di Würzburg, poeta tedesco (Würzburg, n. 1220 - Basilea, † 1287)

## Politici(16)
- Corrado Arezzo de Spuches di Donnafugata, politico italiano (Ragusa Superiore, n. 1824 - Donnafugata, † 1895)
- Corrado Belci, politico e giornalista italiano (Dignano d'Istria, n. 1926 - Trieste, † 2011)
- Corrado Bonfantini, politico e partigiano italiano (Novara, n. 1909 - Imperia, † 1989)
- Corrado Callegari, politico italiano (Venezia, n. 1960)
- Corrado di Urslingen, politico tedesco
- Corrado Danzi, politico italiano (Matera, n. 1954)
- Corrado Gelli, politico italiano (Pistoia, n. 1914 - Pistoia, † 1981)
- Corrado Gex, politico e aviatore italiano (Léverogne, n. 1932 - Castelnuovo di Ceva, † 1966)
- Corrado Graziadei, politico italiano (Sparanise, n. 1893 - † 1960)
- Corrado I Lancia, politico e militare italiano (Capo d'Orlando, † 1299)
- Corrado Malaspina, politico e militare italiano († 1294)
- Corrado Malaspina, politico e militare italiano († 1254)
- Corrado da Palazzo, politico e militare italiano (Brescia - Brescia)
- Corrado Rizzone Tedeschi, politico italiano (Modica, n. 1843 - Modica, † 1932)
- Corrado Terranova, politico italiano (Noto, n. 1902 - † 1973)
- Corrado Truffelli, politico, economista e storico italiano (Tornolo, n. 1935)

## Presbiteri(3)
- Corrado Balducci, presbitero italiano (Sarsina, n. 1923 - Roma, † 2008)
- Corrado di Marburgo, presbitero e teologo tedesco (Marburgo, † 1233)
- Corrado Tamburino Merlini, presbitero, storico e archeologo italiano (Mineo, n. 1781 - Mineo, † 1850)

## Rapper(3)
- CoCo, rapper e cantautore italiano (Napoli, n. 1988)
- Gel, rapper, writer e cantautore italiano (Roma, n. 1978)
- Mecna, rapper, cantautore e grafico italiano (San Giovanni Rotondo, n. 1987)

## Registi(6)
- Corrado Colombo, regista italiano (Lecco, n. 1956)
- Corrado D'Errico, regista, critico cinematografico e sceneggiatore italiano (Roma, n. 1902 - Roma, † 1941)
- Corrado Farina, regista, sceneggiatore e scrittore italiano (Torino, n. 1939 - Roma, † 2016)
- Corrado Pavolini, regista, drammaturgo e critico letterario italiano (Firenze, n. 1898 - Cortona, † 1980)
- Corrado Prisco, regista, produttore cinematografico e sceneggiatore italiano (Baronissi, n. 1942)
- Corrado Veneziano, regista e pittore italiano (Tursi, n. 1958)

## Religiosi(4)
- Corrado di Baviera, religioso e santo tedesco (Ravensburg, n. 1105 - Modugno)
- Corrado da Parzham, religioso tedesco (Bad Griesbach im Rottal, n. 1818 - Altötting, † 1894)
- Corrado di Hirsau, religioso tedesco
- Corrado Miliani, religioso italiano (Ascoli Piceno, n. 1234 - Ascoli Piceno, † 1289)

## Rugbisti a 15(1)
- Corrado Pilat, ex rugbista a 15 e allenatore di rugby a 15 italiano (Belluno, n. 1974)

## Saggisti(1)
- Corrado Maria Daclon, saggista, giornalista e ambientalista italiano (Milano, n. 1963)

## Sciatori alpini(1)
- Corrado Barbera, sciatore alpino italiano (n. 2002)

## Scrittori(3)
- Corrado Alvaro, scrittore, giornalista e poeta italiano (San Luca, n. 1895 - Roma, † 1956)
- Corrado Avolio, romanziere e glottologo italiano (Siracusa, n. 1843 - Noto, † 1905)
- Corrado Ruggiero, scrittore italiano (Carbonara di Nola, n. 1935 - Rho, † 2009)

## Scultori(2)
- Corrado Corelli, scultore e calciatore italiano (Roma, n. 1884 - Roma, † 1968)
- Corrado Parducci, scultore italiano (Buti, n. 1900 - Detroit, † 1981)

## Slittinisti(1)
- Corrado Hérin, slittinista e mountain biker italiano (Aosta, n. 1966 - Torgnon, † 2019)

## Sovrani(8)
- Corrado III di Borgogna, sovrano (n. 925 - Vienne, † 993)
- Corrado di Lorena, sovrano (Bad Hersfeld, n. 1074 - Firenze, † 1101)
- Corrado I di Boemia, sovrano boemo (Praga - Praga, † 1092)
- Corrado II di Boemia, sovrano boemo (LuogoMorte=Napoli - † 1191)
- Corradino di Svevia, sovrano (Landshut, n. 1252 - Napoli, † 1268)
- Corrado I di Franconia, sovrano tedesco (n. 881 - Weilburg, † 918)
- Corrado II il Salico, sovrano (Spira - Utrecht, † 1039)
- Corrado IV di Svevia, sovrano tedesco (Andria, n. 1228 - Lavello, † 1254)

## Statistici(1)
- Corrado Gini, statistico, economista e sociologo italiano (Motta di Livenza, n. 1884 - Roma, † 1965)

## Storici(3)
- Corrado Barbagallo, storico italiano (Sciacca, n. 1877 - Torino, † 1952)
- Corrado Fatta, storico italiano (Palermo, n. 1903 - Palermo, † 1979)
- Corrado Vivanti, storico italiano (Mantova, n. 1928 - Torino, † 2012)

## Storici dell'arte(1)
- Corrado Maltese, storico dell'arte italiano (Genova, n. 1921 - Roma, † 2001)

## Tennisti(1)
- Corrado Aprili, ex tennista italiano (Verona, n. 1964)

## Tenori(1)
- Corrado Miraglia, tenore italiano (Palermo, n. 1821 - Milano, † 1881)

## Teologi(2)
- Corrado di Gelnhausen, teologo e presbitero tedesco (Gelnhausen - Heidelberg, † 1390)
- Corrado di Sassonia, teologo tedesco (Braunschweig - Bologna, † 1279)

## Terroristi(1)
- Corrado Alunni, terrorista italiano (Roma, n. 1947 - Varese, † 2022)

## Vescovi(1)
- Corrado di Costanza, vescovo e santo tedesco († 975)

## Vescovi cattolici(11)
- Corrado di Querfurt, vescovo cattolico tedesco (Würzburg, † 1202)
- Corrado II di Babenberg, vescovo cattolico austriaco (Salisburgo, † 1168)
- Corrado I di Raitenbuch, vescovo cattolico e abate tedesco (Ratisbona - Ratisbona, † 1132)
- Corrado III di Scharfenberg, vescovo cattolico tedesco (Spira, † 1224)
- Corrado Maria Deodato Moncada, vescovo cattolico italiano (Noto, n. 1736 - Catania, † 1813)
- Corrado Melis, vescovo cattolico italiano (Sardara, n. 1963)
- Corrado Pizziolo, vescovo cattolico italiano (Zero Branco, n. 1949)
- Corrado Radicati, vescovo cattolico italiano (Asti - † 1282)
- Corrado Sanguineti, vescovo cattolico italiano (Milano, n. 1964)
- Corrado di Beseno, vescovo cattolico italiano
- Corrado di Hochstaden, vescovo cattolico tedesco (Colonia, † 1261)

## Vetrai(1)
- Corrado Mochis, vetraio tedesco (Colonia, n. 1525 - Milano, † 1569)

## Violinisti(2)
- Corrado Archibugi, violinista e compositore italiano (Ancona, n. 1889 - Roma, † 1969)
- Corrado Romano, violinista italiano (Milano, n. 1920 - Ginevra, † 2003)

## Zoologi(1)
- Corrado Parona, zoologo e medico italiano (Corteolona, n. 1848 - Genova, † 1922)

## Senza attività specificata(4)
- Corrado Confalonieri, italiano (Calendasco, n. 1290 - Noto, † 1351)
- Corrado il Vecchio, duca (Fritzlar, † 906)
- Corrado III di Svevia, duca tedesco (Bamberga, n. 1093 - Bamberga, † 1152)
- Corrado Luigi Guzzanti, sismologo italiano (Mineo, n. 1852 - Mineo, † 1934)